# Micromania (bướm đêm)
Micromania  là một chi bướm đêm thuộc họ Noctuidae. Hiện tại nó được coi là đồng nghĩa của Anthracia.